# Le Gène égoïste
Pour la théorie décrite dans ce livre, voir Théorie du gène égoïste.
Le Gène égoïste est le titre donné à la traduction française de l'ouvrage de Richard Dawkins :  The Selfish Gene , livre sur l'évolution publié une première fois en 1976 (224p), reédité en 1989 complété de notes et de nouveaux chapitres, puis en 2006 (édition du 30ème anniversaire) et en 2016 (édition du 40ème anniversaire; 497p). L'ouvrage en français publié en 2003 traduit l'édition de 1989 (436p) ; il comporte de très nombreuses erreurs qui rendent difficile la compréhension des passages les plus "techniques". Les versions originales et en particulier la dernière sont hautement préférables si l'on veut juger de la pertinence des idées de l'auteur.
Celui-ci se fonde sur la théorie de George C. Williams (décrite dans le livre Adaptation and Natural Selection (en)). Dawkins utilise l'expression « gène égoïste » pour décrire l'évolution à partir du gène comme élément central de la théorie. Dawkins soutient que ce point de vue fournit une meilleure description de la sélection naturelle et que la sélection des organismes et des populations ne l'emporte jamais sur la sélection des gènes. On attend d'un organisme qu'il évolue de façon à maximiser son aptitude inclusive (le nombre de copies de ses gènes qui sont transmises). En conséquence, les populations ont tendance à atteindre des stratégies évolutivement stables. L'auteur invente aussi le concept de mème comme étant l'unité de l'évolution culturelle, par analogie avec le gène ; cela suppose que la duplication égoïste peut aussi s'appliquer dans la culture humaine, dans un sens différent. La mémétique a donné naissance à de nombreuses études depuis la publication du livre.

## Gène «égoïste»
En décrivant les gènes comme étant « égoïstes », l'auteur n'entend pas par là (et il l'affirme sans équivoque dans le livre) qu'ils sont munis d'une volonté ou d'une intention propre, mais que leurs effets peuvent être décrits comme si ils l'étaient (voir Téléonomie). Sa thèse est que les gènes qui se sont imposés dans les populations sont ceux qui provoquent des effets qui servent leurs intérêts propres (c'est-à-dire de continuer à se reproduire), et pas forcément les intérêts de l'individu ni même dans certains cas de son espèce. Cette vision des choses explique l'altruisme au niveau des individus dans la nature, en particulier dans le cercle familial : quand un individu se sacrifie pour protéger la vie d'un membre de sa famille, il agit dans l'intérêt de ses propres gènes. Certaines personnes trouvent cette métaphore très claire, mais d'autres sa dénomination trompeuse, puisque semblant conférer des attributs cognitifs à un processus purement causal. Par exemple, Andrew Brown a écrit :

« "Égoïste", appliqué au gène, ne signifie pas "égoïste" du tout. Cela veut dire en fait une qualité extrêmement importante pour laquelle il n'existe pas de bon terme en anglais : "la capacité d'être copiée par un processus de sélection darwinien." C'est un terme compliqué et à rallonge. Il se peut qu'il existe un terme meilleur et plus court — mais ce n'est pas "égoïste" . »

L'ouvrage de Dawkins a cependant été un succès de librairie, sans provoquer les violentes controverses de l'ouvrage antérieur de Wilson Sociobiologie qui exprimait pourtant une vision identique.

## Gènes et sélection
Dawkins postule l'idée d'un « réplicateur », la molécule initiale qui a réussi à se reproduire par elle-même et qui lui a donné un avantage par rapport aux autres molécules de la soupe originelle. Dawkins postule que, aujourd'hui, les réplicateurs sont les gènes dans chaque organisme vivant.
Dawkins écrit que la combinaison des gènes, qui aide un organisme à survivre et à se reproduire, a tendance à améliorer les chances du gène à être transmis et par conséquent, bien souvent, les gènes « victorieux » seront aussi un avantage pour l'organisme. On peut prendre pour exemple un gène qui protège l'organisme d'une maladie, ce qui permet au gène de se répandre et qui aide aussi l'organisme.

### Les gènes peuvent se reproduire aux frais de l'organisme
Mais il existe des situations où les intérêts de la machine à survie (l'organisme) et du réplicateur (du gène) sont en conflit, comme pour des gènes responsables du comportement instinctif de reproduction de certaines araignées mâles, qui augmentent l'aptitude inclusive en lui permettant de se reproduire, mais qui diminue sa durée de vie en l'exposant au cannibalisme de la femelle.
Un autre bon exemple est l'existence de gènes qui sont en conflit avec le reste du génome. Ces gènes sont nuisibles à leur hôte mais se propagent néanmoins d'eux-mêmes à ses dépens.
De même, 98,5 % d'ADN non codant ne semblaient apporter aucun intérêt direct à l'hôte, croyait-on. Des travaux montrent qu'il peut jouer un rôle dans la régulation de la transcription ou dans l'organisation du génome.
Autre exemple celui des facteurs de distorsion de ségrégation ou altérateurs de ségrégation, qui sont des éléments génétiques qui produisent un biais à leur avantage dans la ségrégation méiotique.

### Les luttes pour le pouvoir sont rares
Ces exemples peuvent suggérer qu'il y a une lutte pour le pouvoir entre les gènes et leur hôte. En fait, le concept est qu'il n'y a pas de conflit car les gènes gagnent sans aucun combat. Seuls les organismes qui deviennent suffisamment intelligents pour comprendre leur propre intérêt, comme étant distinct de celui de leurs gènes, peuvent entrer en conflit avec leurs gènes. Un exemple pourrait être une personne qui décide d'utiliser la contraception, même si les gènes y perdent dans ce cas.

### Beaucoup de phénomènes expliqués
À travers le point de vue de la sélection par le gène, beaucoup de phénomènes qui étaient, dans les modèles précédents, difficiles à expliquer deviennent plus faciles à comprendre. En particulier, des phénomènes comme la sélection de parentèle et l'eusocialité, où l'organisme agit de façon altruiste, à l'encontre de ses intérêts individuels (de sa santé, de sa sécurité ou de sa reproduction) pour aider des organismes apparentés à se reproduire, peuvent être expliqués comme résultat des gènes qui « aident » leurs propres copies dans des corps différents (ou des séquences ayant le même phénotype) à se répliquer. Chose intéressante, l'action « égoïste » du gène amène à des actions « altruistes » des organismes.
Avant les années 1960, ces comportements altruistes étaient expliqués par la sélection de groupe, où les bénéfices pour la population entière sont supposés expliquer la fréquence de ce comportement. À partir de calculs de la théorie des jeux, Dawkins, dans son chapitre « Agression, stability and selfish machine », explique que cette stratégie n'est pas évolutivement stable (ESS) : il suffit d'un seul individu au comportement égoïste pour bouleverser une population entièrement composée d'individus altruistes. Par les jeux « Hawk–Dove », Richard Dawkins montre qu'un groupe comprenant seulement des doves (« colombes ») sera envahi par environ 60 % de hawks (« faucons ») et de bullies (« intimidateurs »).
Même un groupe de retaliators (justiciers), qui coopèrent, mais se défendent s'ils sont attaqués par un « faucon », favoriseront la présence de « colombes », de « faucons », puis d'« intimidateurs ».

## Succès et critiques
Le livre fut extrêmement populaire quand il fut publié pour la première fois et il reste encore largement diffusé. Il fut vendu à plus d'un million d'exemplaires, et fut traduit dans plus de vingt-cinq langues. Les partisans soulignent que l'idée maîtresse du livre (selon laquelle le gène est l'unité de la sélection), est un principe qui complète et qui prolonge efficacement l'explication de l'évolution par Charles Darwin avant la découverte des mécanismes génétiques.
En juillet 2017, une enquête pour célébrer le 30ème anniversaire du Royal Society Science Books Prize reconnaissait dans  The Selfish Gene le livre scientifique qui, de tous les temps, avait eu le plus d'influence dans le monde scientifique concerné.
Les opposants soutiennent que cela simplifie à l'excès la relation entre les gènes et l'organisme. L'idée de « gène égoïste » suggérant selon eux une personnification anthropomorphique du gène. Ainsi dans son ouvrage, La société pure, de Darwin à Hitler, l'historien des sciences français André Pichot estime que la thèse de Dawkins est à peu près équivalente dans ses principes à celle d'Edward O. Wilson et analyse cette thèse comme étant le fruit d'un « anthropomorphisme » et d'une « sorte de personnification des gènes dont l'« intérêt » se substitue à celui de l'individu dans la sélection naturelle ».
Cependant, Richard Dawkins n'a cessé de rejeter ce type d'interprétation résultant, selon lui, des contraintes de la vulgarisation : « Par moments, le langage des gènes devient un peu abscons et nous aurons recours à une métaphore pour l'expliciter. Mais nous garderons toujours un œil sceptique sur nos métaphores pour être sûrs de pouvoir les retranscrire si nécessaire dans le langage des gènes. »

### Unité de la sélection ou de l'évolution
Quelques biologistes ont critiqué l'idée de décrire les gènes comme étant l'unité de la sélection, et suggèrent plutôt de considérer le gène comme unité de l'évolution, se basant sur l'idée que la sélection est un événement qui se produit ici et maintenant en vue de la reproduction et de la survie, alors que l'évolution est un phénomène à long terme qui régit la fréquence des allèles.

### Arguments moraux
D'autres critiques du livre, émises par la philosophe Mary Midgley dans son livre Évolution et Religion, abordent les questions philosophiques et morales qui vont au-delà des arguments biologiques de Dawkins. Par exemple, le fait que l'humanité « prenne l'avantage » sur les gènes est un thème majeur à la fin du livre. Cette vision a été critiquée par le primatologue Frans de Waal, qui la considère comme une théorie qui considère la moralité humaine juste comme « un « recouvrement culturel », une fine couche de vernis qui cache une nature égoïste et bestiale ». Dawkins répond que décrire les mécanismes de l'évolution ne sous-entend pas qu'ils sont moralement bons.

### Mystique de l'ADN
Dans leur ouvrage La mystique de l'ADN (en), écrit en 1994, les sociologues américaines Dorothy Nelkin (en) et Susan Lindee (en) évoquent brièvement la théorie de Dawkins (p. 81-82) :

« Richard Dawkins, dans son livre de vulgarisation de 1976, Le Gène égoïste, appelle les êtres humains « des machines à survie, des robots aveuglément programmés pour préserver ces molécules égoïstes que l'on appelle des gènes ». Dawkins peut sembler matérialiste et antireligieux, mais son réductionnisme extrême se présente sous de nombreux aspects comme un discours religieux : en effet, dans son livre, l'ADN apparaît comme immortel et le corps, finalement, sans importance ; n'est-ce pas là l'analogue de la conception religieuse pour laquelle les choses de ce monde (le corps) ne comptent pas, tandis que l'âme (l'ADN) dure éternellement ? Dans la théorie de Dawkins, l'immortalité de l'ADN est fondée sur le succès reproductif : les gènes vivent éternellement dès lors qu'ils sont répliqués au sein des organismes vivants et qu'ils leur confèrent un avantage dans la lutte pour la survie. »

Plus loin, elles font également le rapprochement avec la théorie de Wilson (p. 155-156) :

« Richard Dawkins, dans Le Gène égoïste (1976), poussa l'argumentation de Wilson un cran plus loin, et suggéra que les impératifs masculins dans la « bataille des sexes » devaient naturellement pousser les hommes à multiplier les partenaires, et à abandonner leurs petits à la seule charge des femmes. Autrement dit, selon lui, ces dernières seraient responsables des soins aux enfants, non pas parce qu'elles seraient particulièrement adaptées à cette tâche, mais en raison des forces abstraites de l'évolution. R. Dawkins soutint, en effet, que les nouveau-nés représentent un enjeu biologique bien plus grand pour les mères, parce qu'elles fournissent davantage de matériel biologique (l'œuf) et servent de réceptacles à l'embryon durant son développement. Certes, dit-il, sur le plan génétique, l'enjeu représenté par les enfants est le même pour le père et la mère, mais au moment de la naissance du bébé, leur investissement diffère de façon énorme, au regard du temps et de l'énergie qu'ils lui ont consacrés. Les femmes sont donc naturellement - et c'est logique - plus intéressées par les bébés que ne le sont les hommes. Les conclusions de Dawkins ont été fort appréciées par les chefs de file de la Nouvelle Droite. »

Dawkins se fait ainsi un des héraut de la mystique de l'ADN qui a eu cours dans les années 1980 et 1990 aux États-Unis et, dans une moindre mesure en Europe.

## Éditions
Le Gène égoïste fut publié pour la première fois en 1976 comportant onze chapitres, une préface de l'auteur et un avant-propos de Robert Trivers. Une seconde édition fut publiée en 1989. Cette édition est augmentée de deux chapitres supplémentaires et de nombreuses notes pour les chapitres précédents faisant apparaître de nouvelles découvertes et de nouveaux concepts. Elle est en outre augmentée d'une seconde préface de l'auteur, mais l'avant-propos de Trivers fut abandonné et il contient une nouvelle introduction de l'auteur (à côté des deux préfaces précédentes). The Selfish Gene connaît au moins deux traductions en français sous les titres de Le nouvel esprit biologique (édition Mengès) et Le gène égoïste (éditions Odile Jacob).

## Trentième anniversaire (2006)
Pour le trentième anniversaire de la publication du Gène égoïste, une festschrift, intitulée Richard Dawkins: How a Scientist Changed the Way We Think, fut publié par Alan Grafen et Mark Ridley (en). Elle contient des articles écrits notamment par Daniel Dennett, David Deutsch, Steven Pinker, Michael Shermer, Anthony Grayling et Philip Pullman.